# Кинеске класичне биљне формуле
Кинеске класичне биљне формуле (поједностављени кинески: 经 方; традиционални кинески: 經 方) су комбинације биљака које се користе у кинеској хербологији због претпостављене веће ефикасности у поређењу са појединачним биљем. То су основне биљне формуле које уче студенти традиционалне кинеске медицине. Временом су ови студенти прилагодили првобитне класичне формуле данашњој медицини тако да знатно више одговарају потребама сваког пацијента понаособ.

## Опште информације
Постоји неколико грана традиционалне кинеске медицине за лечење људског тела. Једна од главних грана је употреба биљних лекова. Биље се може користити појединачно или комбиновати у формуле да би њихово дејство било ефикасније. 
Када се користи у комбинацији, биљке се понекад називају патентиране формуле мада могу бити патентиране или не у правном смислу тог израза.
Многе од ових формула објављене су у древним текстовима, а неке од њих објављене су и у модерним књигама, као што је „Фармакопеја Народне Републике Кине (том I)“   Државне комисије за фармакопеју НРК (2005).

## Историја
Многе од ових формула створили су пионири кинеске медицине и прилично су старе. На пример, „Лиу Веи Ди Хуанг Ван“ (六味 地 黄 丸 liùwèi dìhuáng wán) развио је Киан Ји (钱 乙 Qián Yǐ) (око 1032–1113 г.одине н.е). На пример оне су објављене у Киан Јиовом уџбенику 1119. године под називом „Xiao'er ao Zheng Zhi Jue“ (познатом и као „Кључ за терапију дечијих болести“ 小儿 药 证 直 诀 xiǎoér yào zhèng zhí jué).

## Савремена употреба
Многе од ових формула још увек су направљене у облику кинеских патентнтираних лекова. Ове формуле се такође користе у склопу традиционалне јапанске медицине. Само што у Јапану хербалисти не стварају лекове за сваког пацијента посебно. Уместо тога, травар ће одабрати биљну формулу коју је стандардизовала јапанска влада. Ове формуле су засноване на кинеским класичним биљним формулама. Међутим, они се често мало разликују. Понекад кинеске биљке замењују биљке пронађене у Јапану или се пропорције састојака формуле мало мењају.

## Листа класичних биљних формула
Постоје стотине кинеских класичних биљних формула. Међутим, многе су мале варијације друге формуле. Тешко је дефинисати које су од ових формула најчешће. Два водећа бренда за извоз кинеских класичних биљних формула у облику кинеског патентираног лека из Кине су Мин Шан (岷山) и Цвет шљиве (梅花). Неке од ових формула су направиле ове две марке.
| Назив                                              | Енглески                                                                | Кинески (S)        | Кинески (T)        | Пинјин                                 |
| -------------------------------------------------- | ----------------------------------------------------------------------- | ------------------ | ------------------ | -------------------------------------- |
| An Mian Pian                                       | Peaceful Sleep Pills                                                    | 安眠片             | 安眠片             | ān mián piàn                           |
| An Shen Bu Xin Wan                                 | Calm Spirit Tonify Heart Pills                                          | 安神补心丸         | 安神補心丸         | ān shén bǔ xīn wán                     |
| An Shui Wan                                        | Calm Sleep Pills                                                        | 安睡丸             | 安睡丸             | ānshuì wán                             |
| An Zhong San                                       | Calm the Middle Powder                                                  | 安中散             | 安中散             | Ān Zhōng Săn                           |
| Ba Wei Di Huang Wan                                | Eight-Ingredient Pill with Rehmannia                                    | 八味地黃丸         | 八味地黄丸         | Bā Wèi Dì Huáng Wán                    |
| Ba Zhen Tang                                       | Eight-Treasure Decoction                                                | 八珍汤             | 八珍湯             | Bā Zhēn Tāng                           |
| Ba Zheng Wan                                       | Eight-Herb Formula For Rectification Teapills                           | 八珍丸             | 八珍丸             | bā zhèng wán                           |
| Bai He Gu Jin Wan                                  | Lilium Teapills                                                         | 百合固金丸         | 百合固金丸         | bǎi hé gù jīn wán                      |
| Bai Hu Jia Ren Shen Tang                           | White Tiger plus Ginseng Decoction                                      | 白虎加人参汤       | 白虎加人參湯       | Bái Hŭ Jiā Rén Shēn Tāng               |
| Bai Hu Tang                                        | White Tiger Teapills                                                    | 白虎汤丸           | 白虎湯丸           | bái hǔ tāng                            |
| Bai Xing Shi Gan Wan                               |                                                                         | 白杏石甘丸         | 白杏石甘丸         | bái xìng shí gān wán                   |
| Bai Zi Yang Xin Wan                                |                                                                         | 柏子养心丸         | 柏子養心丸         | bǎi zǐ yǎng xīn wán                    |
| Ba Ji Yin Yang Wan                                 |                                                                         | 巴戟阴阳丸         | 巴戟陰陽丸         | bā jǐ yīn yáng wán                     |
| Ban Xia Bai Zhu Tian Ma Tang                       | Pinellia, Atractylodes Macrocephala, and Gastrodia Decoction            | 半夏白术天麻汤     | 半夏白朮天麻湯     | Bàn Xià Bái Zhú Tiān Má Tāng           |
| Ban Xia Hou Po Wan                                 | Pinellia & Magnolia Teapills                                            | 半夏厚朴丸         | 半夏厚樸丸         | bàn xià hòu pō wán                     |
| Ban Xia Xie Xin Tang                               | Pinellia Decoction to Drain the Epigastrium                             | 半夏泻心汤         | 半夏瀉心湯         | Bàn Xià Xiè Xīn Tāng                   |
| Bao Chan Wu You Fang                               | Preserve Pregnancy and Care-Free Decoction                              | 保产无忧方         | 保產無憂方         | Băo Chăn Wú Yōu Fāng                   |
| Bao He Wan                                         | Preserve Harmony Pill                                                   | 保和丸             | 保和丸             | bǎo hé wán                             |
| Bei Mu Gua Lou San                                 | Fritillaria and Trichosanthes Fruit Powder                              | 贝母瓜蒌散         | 貝母瓜蔞散         | Bèi Mŭ Guā Lóu Săn                     |
| Bi Min Gan Wan                                     | Pe Min Kan Wan                                                          | 鼻敏感丸           | 鼻敏感丸           | bí mǐn gǎn wán                         |
| Bi Xie Fen Qing Wan                                |                                                                         | 萆薢分清丸         | 萆薢分清丸         | bì xiè fēn qīng wán                    |
| Bi Xie Sheng Shi Wan                               | Subdue The Dampness Teapills                                            | 萆懈胜湿丸         | 萆懈勝濕丸         | bì xiè shèng shī wán                   |
| Bi Yan Pian                                        |                                                                         | 鼻炎片             | 鼻炎片             | bí yán piàn                            |
| Bu Fei Wan                                         |                                                                         | 补肺丸             | 補肺丸             | bǔ fèi wán                             |
| Bu Nao Pian                                        |                                                                         | 补脑片             | 補腦片             | bǔ nǎo piàn                            |
| Bu Yang Huan Wu Wan                                | Great Yang Restoration Teapills                                         | 补阳还五丸         | 補陽還五丸         | bǔ yáng huán wǔ wán                    |
| Bu Zhong Yi Qi Wan                                 | Tonify the Middle Augment the Qi Pill                                   | 补中益气丸         | 補中益氣丸         | bǔ zhōng yì qì wán                     |
| Cang Er Zi                                         | Upper Chamber Teapills                                                  | 苍耳子丸           | 蒼耳子丸           | cāng ěr zǐ                             |
| Chai Ge Jie Ji Tang                                | Bupleurum and Kudzu Decoction to Release the Muscle Layer               | 柴葛解肌汤         | 柴葛解肌湯         | Chái Gĕ Jiĕ Jī Tāng                    |
| Chai Hu Gui Zhi Tang                               | Bupleurum and Cinnamon Twig Decoction                                   | 柴胡桂枝汤         | 柴胡桂枝湯         | Chái Hú Guì Zhī Tāng                   |
| Chai Hu Long Gu Mu Li Wan                          | Bupleurum Dragonbone Oystershell Teapills                               | 柴胡龙骨牡蛎丸     | 柴胡龍骨牡蠣丸     | chái hú lóng gǔ mǔ lì wán              |
| Chai Hu Shu Gan Wan                                | Bupleurum Sooth Liver Teapills                                          | 柴胡舒肝丸         | 柴胡舒肝丸         | chái hú shū gān wán                    |
| Chai Hu Qing Gan Tang                              | Bupleurum Decoction to Clear the Liver                                  | 柴胡清肝汤         | 柴胡清肝湯         | Chái Hú Qīng Gān Tāng                  |
| Chen Xiang Hua Qi Wan                              | Aquilaria Pills                                                         | 沉香化气丸         | 沉香化氣丸         | chén xiāng huà qì wán                  |
| Chuan Xin Lian Pian                                |                                                                         | 穿心莲片           | 穿心蓮片           | chuān xīn lián piàn                    |
| Chuan Xiong Wan                                    | Ligusticum Teapills                                                     | 川芎丸             | 川芎丸             | chuān xiōng wán                        |
| Cong Rong Bu Shen Wan                              |                                                                         | 苁蓉补肾丸         | 蓯蓉補腎丸         | cōng róng bǔ shèn wán                  |
| Da Bu Yin Wan                                      | Abundant Yin Teapills                                                   | 大补阴丸           | 大補陰丸           | dà bǔ yīn wán                          |
| Da Chai Hu Wan                                     | Major Bupleurum Teapills                                                | 大柴胡丸           | 大柴胡丸           | dà chái hú wán                         |
| Da Cheng Qi Tang                                   | Major Order the Qi Decoction                                            | 大承气汤           | 大承氣湯           | Dà Chéng Qì Tāng                       |
| Da Huang Jiang Zhi Wan                             | Rhubarb Teapills                                                        | 大黄降脂丸         | 大黃降脂丸         | dà huáng jiàng zhī wán                 |
| Dan Shen Huo Xue Wan                               | Quell the Surface Teapills                                              | 丹参活血丸         | 丹參活血丸         | dān shēn huó xuè wán                   |
| Dan Shen Yin Wan                                   | Salvia Teapills                                                         | 丹参饮丸           | 丹參飲丸           | dān shēn yǐn wán                       |
| Dang Gui Bu Xue Tang                               | Tangkuei Decoction to Tonify the Blood                                  | 当归补血汤         | 當歸補血湯         | Dāng Guī Bŭ Xuè Tāng                   |
| Dang Gui Jing                                      | Tang Kwei Gin                                                           | 当归精             | 當歸精             | dāng guī jīng                          |
| Dang Gui Liu Huang Tang                            | Tangkuei and Six-Yellow Decoction                                       | 当归六黄汤         | 當歸六黃湯         | Dāng Guī Liù Huáng Tāng                |
| Dang Gui Nian Tong Tang                            | Tangkuei Decoction to Lift the Pain                                     | 当归拈痛汤         | 當歸拈痛湯         | Dāng Guī Niăn Tòng Tāng                |
| Dang Gui Shao Yao San                              | Tangkuei and Peony Powder                                               | 当归芍药散         | 當歸芍藥散         | Dāng Guī Sháo Yào Săn                  |
| Dang Gui Si Ni Tang                                |                                                                         | 当归四逆丸         | 當歸四逆丸         | dāng guī sìnì wán                      |
| Dang Gui Su Wan                                    | Angelica Dang Gui Pills                                                 | 当归素丸           | 當歸素丸           | dāng guī sù wán                        |
| Dang Gui Wan                                       | Angelica Dang Gui Teapills                                              | 当归丸             | 當歸丸             | dāng guī wán                           |
| Dang Gui Yin Zi                                    | Nourish the Surface Teapills                                            | 当归饮子丸         | 當歸飲子丸         | dāng guī yǐn zǐ                        |
| Daochi Wan                                         | Red Door Teapills                                                       | 导赤丸             | 導赤丸             | dǎochì wán                             |
| Ding Chuan Wan                                     | Clear Mountain Air Teapills                                             | 定喘丸             | 定喘丸             | dìng chuǎn wán                         |
| Du Huo Ji Sheng Wan                                | Solitary Hermit Teapills                                                | 独活寄生丸         | 獨活寄生丸         | dú huó jì shēng wán                    |
| Du Zhong Pian                                      | Eucommia Combination Tablets                                            | 杜仲片             | 杜仲片             | dù zhòng piàn                          |
| Dun Sou San                                        | Long-Bout Cough Powder                                                  | 顿嗽散             | 頓嗽散             | Dùn Sòu Săn                            |
| Er Chen Wan                                        | Two Aged Pill                                                           | 二陈丸             | 二陳丸             | èr chén wán                            |
| Erlong Zuoci Wan                                   |                                                                         | 耳聋左慈丸         | 耳聾左慈丸         | ěr lóng zuǒ cí wán                     |
| Er Xian Tang Wan                                   | Two Immortals Teapills                                                  | 二仙汤丸           | 二仙湯丸           | èr xiān tāng wán                       |
| Er Zhi Wan                                         | Two-Ultimate Pill                                                       | 二至丸             | 二至丸             | Èr Zhì Wán                             |
| Er Zhu Tang                                        | Two-Atractylodes Decoction                                              | 二术汤             | 二朮湯             | Èr Zhú Tāng                            |
| Fang Feng Tong Sheng Wan                           | Ledebouriella Sagely Unblocks Teapills                                  | 防风通圣丸         | 防風通聖丸         | fáng fēng tōng shèng wán               |
| Fang Ji Huang Qi Wan                               | Stephania & Astragalus Teapills                                         | 防己黄耆丸         | 防己黃耆丸         | fáng jǐ huáng qí wán                   |
| Fu Fang Zhen Zhu An Chuang Wan                     | Margarite Acne Pills                                                    | 复方珍珠暗疮丸     | 復方珍珠暗瘡丸     | fù fāng zhēn zhū àn chuāng wán         |
| Fu Ke Tong Jing Wan                                | Calm In The Sea Of Life Teapills                                        | 妇科通经丸         | 婦科通經丸         | fù kē tōng jīng wán                    |
| Fu Ke Zhong Zi Wan                                 |                                                                         | 妇科种子丸         | 婦科種子丸         | fù kē zhǒng zǐ wán                     |
| Fu Tu Dan                                          | Poria and Cuscuta Special Pill                                          | 茯菟丹             | 茯菟丹             | Fú Tù Dān                              |
| Fu Zi Li Zhong Wan                                 |                                                                         | 附子理中丸         | 附子理中丸         | fù zǐ lǐ zhōng wán                     |
| Gan Lu Yin                                         | Sweet Dew Decoction                                                     | 甘露饮             | 甘露飲             | Gān Lù Yĭn                             |
| Gan Mai Da Zao Wan                                 | Calm Spirit Teapills                                                    | 甘麦大枣丸         | 甘麥大棗丸         | gān mài dà zǎo wán                     |
| Gan Mao Ling                                       |                                                                         | 感冒灵             | 感冒靈             | gǎn mào líng                           |
| Ge Gen Huang Qin Huang Lian Tang                   | Kudzu, Coptis, and Scutellaria Decoction                                | 葛根黄芩黄连汤     | 葛根黃芩黃連湯     | Gĕ Gēn Huáng Qín Huáng Lián Tāng       |
| Ge Gen Wan                                         | Kudzu Teapills                                                          | 葛根丸             | 葛根丸             | gé gēn wán                             |
| Ge Jie Da Bu Wan                                   | Gecko Great Tonic Teapills                                              | 隔界大补丸         | 隔界大補丸         | gé jiè dà bǔ wán                       |
| Ge Xia Zhu Yu Wan                                  | Stasis In The Lower Chamber Teapills                                    | 膈下逐瘀丸         | 膈下逐瘀丸         | gé xià zhú yū wán                      |
| Gou Pi Gao                                         | Dog Skin Plaster                                                        | 狗皮膏             | 狗皮膏             | gou pi gao                             |
| Gu Ben Wan                                         |                                                                         | 固本丸             | 固本丸             | gù běn wán                             |
| Gua Lou Zhi Shi Tang                               | Trichosanthes Fruit and Immature Bitter Orange Decoction                | 瓜蒌枳实汤         | 瓜蒌枳實湯         | Guā Lóu Zhĭ Shí Tāng                   |
| Guan Jie Yan Wan                                   | Joint Inflammation Teapills                                             | 关节炎丸           | 關節炎丸           | guān jié yán wán                       |
| Gui Pi Wan                                         | Restore/Return to the Spleen Pill                                       | 归脾丸             | 歸脾丸             | guī pí wán                             |
| Gui Ling Gao                                       |                                                                         | 龟苓膏             | 龜苓膏             | guī líng gāo                           |
| Gui Qi Jian Zhong Tang                             | Tangkuei and Astragalus Decoction to Construct the Middle               | 归芪建中汤         | 歸耆建中湯         | Guī Qí Jiàn Zhōng Tāng                 |
| Gui Zhi Fu Ling Wan                                | Cinnamon & Poria Teapills                                               | 桂枝茯苓丸         | 桂枝茯苓丸         | guì zhī fú líng wán                    |
| Gui Zhi Tang                                       | Cinnamon Twig Teapills                                                  | 桂枝汤丸           | 桂枝湯丸           | guìzhī tāng                            |
| Hai Ma Wan                                         | Sea Horse Combination                                                   | 海马丸             | 海馬丸             | hǎi mǎ wán                             |
| Hu Qian Wan                                        | Hidden Tiger Pill                                                       | 虎潛丸             | 虎潜丸             | Hŭ Qián Wán                            |
| Hua She Jie Yang Wan                               |                                                                         | 花蛇解痒丸         | 花蛇解癢丸         | huā shé jiě yǎng wán                   |
| Hua Zhi Ling Wan                                   | Fargelin Pills                                                          | 化痔灵丸           | 化痔靈丸           | huà zhì líng wán                       |
| Huai Hua San                                       | Sophora Japonica Flower Powder                                          | 槐花散             |                    | Huái Huā Săn                           |
| Huai Jiao Wan                                      | Sophora Japonica Teapills                                               | 槐角丸             | 槐角丸             | huái jiǎo wán                          |
| Huan Shao Dan                                      | Return To Spring Teapills                                               | 还少丹             | 還少丹             | huán shǎo dān                          |
| Huang Lian Jie Du Wan                              |                                                                         | 黄连解毒丸         | 黃連解毒丸         | huáng lián jiě dú wán                  |
| Huang Lian Shang Qing Wan                          | Huang Lian Shang Ching Wan                                              | 黄连上清丸         | 黃連上清丸         | huáng lián shàng qīng wán              |
| Huang Lian Su Wan                                  | Coptis Teapills                                                         | 黄连素丸           | 黃連素丸           | huáng lián sù wán                      |
| Huang Qi Jian Zhong Tang                           | Astragalus Decoction to Construct the Middle                            | 黄芪建中汤         | 黃耆建中湯         | Huáng Qí Jiàn Zhōng Tāng               |
| Huo Luo Xiao Ling Wan                              | Red Vessel Teapills                                                     | 活络效灵丸         | 活絡效靈丸         | huó luò xiào líng wán                  |
| Huo Xiang Zheng Qi Shui                            |                                                                         | 藿香正气水         | 藿香正氣水         | huò xiāng zhèng qì shuǐ                |
| Jiang Ya Pian                                      |                                                                         | 降压片             | 降壓片             | jiàng yā piàn                          |
| Jian Pi Wan                                        | Pill for Invigorating the Spleen                                        | 健脾丸             | 健脾丸             | jiàn pí wán                            |
| Jiao Gu Lan Wan                                    | Panta Teapills                                                          | 胶股兰丸           | 膠股蘭丸           | jiāo gǔ lán wán                        |
| Jia Wei Xiao Yao Wan                               | Free & Easy Wanderer Plus Teapills                                      | 加味逍遥丸         | 加味逍遙丸         | jiā wèi xiāo yáo wán                   |
| Jie Geng Wan                                       | Pladycodon Teapills                                                     | 桔梗丸             | 桔梗丸             | jié gěng wán                           |
| Jie Jie Wan (Kai Kit Wan)                          | Reduce Prostate Swelling Pills                                          | 解结丸             | 解結丸             | jiě jié wán                            |
| Ji Gu Cao Pian                                     |                                                                         | 鸡骨草片           | 雞骨草片           | jī gǔ cǎo piàn                         |
| Jingu Dieshang Wan                                 | Great Mender Teapills                                                   | 筋骨跌伤丸         | 筋骨跌傷丸         | jīngǔ diēshāng wán                     |
| Jin Gui Shen Qi Wan                                | Golden Book Teapills                                                    | 金柜肾气丸         | 金柜腎氣丸         | jīn guì shèn qì wán                    |
| Jin Suo Gu Jing Wan                                | Golden Lock Teapills                                                    | 金锁固精丸         | 金鎖固精丸         | jīn suǒ gù jīng wán                    |
| Jing Fang Bai Du Wan                               | Release The Exterior Teapills                                           | 荆放败毒丸         | 荊放敗毒丸         | jīng fàng bài dú wán                   |
| Ji Sheng Ju He Wan                                 |                                                                         | 济生橘核丸         | 濟生橘核丸         | jì shēng jú hé wán                     |
| Ju He Wan                                          | Tangerine Seed Pill                                                     | 橘核丸             |                    | Jú Hé Wán                              |
| Juan Bi Wan                                        | Clear Channels Teapills                                                 | 蠲痹丸             | 蠲痹丸             | juān bì wán                            |
| Kang Gu Zeng Sheng Wan                             | Bone and Tendon Pills                                                   | 抗骨增生丸         | 抗骨增生丸         | kàng gǔ zēng shēng wán                 |
| Kang Ning Wan                                      | Curing Pills                                                            | 康宁丸             | 康寧丸             | kāng níng wán                          |
| Li Zhong Wan                                       | Regulate the Middle Pill                                                | 理中丸             |                    | Lĭ Zhōng Wán                           |
| Liang Ge Wan                                       | Cool Valley Teapills                                                    | 凉膈丸             | 涼膈丸             | liáng gé wán                           |
| Lian Qiao Bai Du Pian                              |                                                                         | 连翘败毒片         | 連翹敗毒片         | lián qiáo bài dú piàn                  |
| Li Dan Pai Shi Pian                                |                                                                         | 利胆排石片         | 利膽排石片         | lì dǎn pái shí piàn                    |
| Li Fei Pian                                        |                                                                         | 利肺片             | 利肺片             | lì fèi piàn                            |
| Ling Gui Zhu Gan Tang                              | Poria, Cinnamon Twig, Atractylodes Macrocephala, and Licorice Decoction | 苓桂术甘汤         | 苓桂朮甘湯         | Líng Guì Zhú Gān Tāng                  |
| Liu Jun Zi Wan                                     | Six Gentlemen Teapills                                                  | 六君子丸           | 六君子丸           | liù jūn zǐ wán                         |
| Liu Wei Di Huang Wan                               | Six Flavor Teapills                                                     | 六味地黄丸         | 六味地黃丸         | liù wèi dì huáng wán                   |
| Long Dan Xie Gan Wan                               | Snake & The Dragon Teapills                                             | 龙胆泻肝丸         | 龍膽瀉肝丸         | lóng dǎn xiè gān wán                   |
| Luo Bu Ma Pian                                     |                                                                         | 罗布麻片           | 羅布麻片           | luó bù má piàn                         |
| Ma Huang Tang                                      | Ephedra Decoction Pill                                                  | 麻黄汤丸           | 麻黃湯丸           | má huáng tāng                          |
| Ma Huang Xing Ren Gan Cao Shi Gao Tang             | Ephedra, Apricot Kernel, Licorice, and Gypsum Decoction                 | 麻黄杏仁甘草石膏汤 | 麻黃杏仁甘草石膏湯 | Má Huáng Xìng Rén Gān Căo Shí Gāo Tāng |
| Mai Men Dong Tang                                  | Ophiopogonis Decoction                                                  | 麦门冬汤           | 麥門冬湯           | Mài Mén Dōng Tāng                      |
| Ma Zi Ren Wan                                      |                                                                         | 麻子仁丸           | 麻子仁丸           | má zǐ rén wán                          |
| Mai Wei Di Huang Wan                               | Eight Immortals Teapills                                                | 麦味地黄丸         | 麥味地黃丸         | mài wèi dì huáng wán                   |
| Ming Mu Di Huang Wan                               |                                                                         | 明目地黄丸         | 明目地黃丸         | míng mù dì huáng wán                   |
| Mu Xiang Shun Qi Wan                               |                                                                         | 木香顺气丸         | 木香順氣丸         | mù xiāng shùn qì wán                   |
| Nei Xiao Luo Li Wan                                |                                                                         | 内消漯厉丸         | 內消漯厲丸         | nèi xiāo luo lì wán                    |
| Ning Sou Wan                                       | Quiet Cough Teapills                                                    | 宁嗽丸             | 寧嗽丸             | níng sòu wán                           |
| Nu Ke Ba Zhen Wan                                  | Women's Precious Teapills                                               | 女科八珍丸         | 女科八珍丸         | nǚ kē bā zhēn wán                      |
| Ping Chuan Pian                                    |                                                                         | 平喘片             | 平喘片             | píng chuǎn piàn                        |
| Ping Wei San Wan                                   | Calm Stomach Teapills                                                   | 平胃散丸           | 平胃散丸           | píng wèi sǎn wán                       |
| Pu Ji Xiao Du Yin                                  | Universal Benefit Teapills                                              | 普济消毒饮丸       | 普濟消毒飲丸       | pǔ jì xiāo dú yǐn                      |
| Qi Bao Mei Ran Dan Wan                             | Seven Treasures For Beautiful Hair Teapills                             | 七宝美髯丹丸       | 七寶美髯丹丸       | qī bǎo měi rán dān wán                 |
| Qi Guan Yan Wan                                    |                                                                         | 气管炎丸           | 氣管炎丸           | qì guǎn yán wán                        |
| Qi Ju Di Huang Wan                                 | Lycii Chrysanthemum Teapills                                            | 杞菊地黄丸         | 杞菊地黃丸         | qǐ jú dì huáng wán                     |
| Qi Ye Lian                                         |                                                                         | 七叶莲             | 七葉蓮             | qī yè lián                             |
| Qian Jin Zhi Dai Wan                               | Chien Chin Chih Tai Wan                                                 | 千金止带丸         | 千金止帶丸         | qiān jīn zhǐ dài wán                   |
| Qiang Huo Sheng Shi Tang                           | Notopterygium Decoction to Overcome Dampness                            | 羌活胜湿汤         | 羌活勝濕湯         | Qiāng Huó Shèng Shī Tāng               |
| Qing Bi Tang                                       | Clear the Nose Decoction                                                | 清鼻汤             | 清鼻湯             | Qīng Bí Tāng                           |
| Qing Fei Pai Du Tang (aka. Qingfei Paidu Decotion) | Lung Detox Decoction                                                    | 清肺排毒汤         | 清肺排毒湯         | Qīng Fèi Pái Dú Tāng                   |
| Qing Fei Tang                                      | Clear the Lung Decoction                                                | 清肺汤             | 清肺湯             | Qīng Fèi Tāng                          |
| Qing Fei Yi Huo Wan                                | Ching Fei Yi Huo Wan                                                    | 清肺抑火丸         | 清肺抑火丸         | qīng fèi yì huǒ wán                    |
| Qing Gu Wan                                        | Cool Bones Teapills                                                     | 清骨丸             | 清骨丸             | qīng gǔ wán                            |
| Qing Hao Bie Jia Tang                              | Artemisia Annua and Soft-Shelled Turtle Shell Decoction                 | 青蒿鳖甲汤         | 青蒿鱉甲湯         | Qīng Hāo Biē Jiă Tāng                  |
| Qing Qi Hua Tan Wan                                | Clean Air Teapills                                                      | 清气化痰丸         | 清氣化痰丸         | qīng qì huà tán wán                    |
| Qing Shang Fang Feng Tang                          | Clear the Upper and Guard the Wind Decoction                            | 清上防风汤         | 清上防風湯         | Qīng Shàng Fáng Fēng Tāng              |
| Qing Shu Yi Qi Tang                                | Clear Summer-Heat and Augment the Qi Decoction                          | 清暑益气汤         | 清暑益氣湯         | Qīng Shŭ Yì Qì Tāng                    |
| Qing Wei San Wan                                   |                                                                         | 清胃散丸           | 清胃散丸           | qīng wèi sǎn wán                       |
| Qing Xin Li Ge Tang                                | Clear the Epigastrium and Benefit the Diaphragm Decoction               | 清心利膈汤         | 清心利膈湯         | Qīng Xīn Lì Gé Tāng                    |
| Qing Xin Lian Zi Yin                               | Lotus Seed Decoction to Clear the Heart                                 | 清心莲子饮         | 清心蓮子飲         | Qīng Xīn Lián Zĭ Yĭn                   |
| Qing Zao Jiu Fei Tang                              | Eliminate Dryness and Rescue the Lung Decoction                         | 清燥救肺汤         | 清燥救肺湯         | Qīng Zào Jiù Fèi Tāng                  |
| Ren Shen Bai Du Wan                                | Resilient Warrior Teapills                                              | 人参败毒丸         | 人參敗毒丸         | rén shēn bài dú wán                    |
| Ren Shen Yang Ying Tang                            | Ginseng Decoction to Nourish the Nutritive Qi                           | 人参养荣汤         | 人參養榮湯         | Rén Shēn Yăng Yíng Tāng                |
| Run Chang Wan                                      | Moisten the Intestines Pill                                             | 润肠丸             | 潤腸丸             | Rùn Cháng Wán                          |
| San Bi Wan                                         |                                                                         | 三痹丸             | 三痹丸             | sān bì wán                             |
| San Huang Xie Xin Tang                             | Three-Yellow Decoction to Sedate the Epigastrium                        | 三黄泻心汤         | 三黃瀉心湯         | Sān Huáng Xiè Xīn Tāng                 |
| San Miao Wan                                       | Three Marvel Pill                                                       | 三妙丸             | 三妙丸             | sān miáo wán                           |
| San Zhong Kui Jian Tang                            | Disperse the Swelling and Break the Hardness Decoction                  | 散肿溃坚汤         | 散腫潰堅湯         | Sàn Zhŏng Kùi Jiān Tāng                |
| Sang Ju Yin Wan                                    | Clear Wind Heat Teapills                                                | 桑菊饮丸           | 桑菊飲丸           | sāng jú yǐn                            |
| Sang Piao Xiao Wan                                 | Mantis Cradle Teapills                                                  | 桑螵蛸丸           | 桑螵蛸丸           | sāng piāo xiāo                         |
| Sha Shen Mai Men Dong Wan                          | Autumn Rain Teapills                                                    | 沙参麦门冬丸       | 沙參麥門冬丸       | shā shēn mài mén dōng wán              |
| Shao Fu Zhu Yu Wan                                 | Stasis In The Lower Palace Teapills                                     | 少俯逐瘀丸         | 少俯逐瘀丸         | shǎo fǔ zhú yū wán                     |
| Shao Yao Gan Cao Wan                               | Peony & Licorice Teapills                                               | 芍药甘草丸         | 芍藥甘草丸         | sháo yào gān cǎo wán                   |
| Shao Yao Tang                                      | Peony Decoction                                                         | 芍药汤             | 芍藥湯             | Sháo Yào Tāng                          |
| Shen Ling Bai Zhu Pian                             |                                                                         | 参苓白术片         | 參苓白術片         | shēn líng bái zhú piàn                 |
| Shen Qi Da Bu Wan                                  |                                                                         | 参耆大补丸         | 參耆大補丸         | shēn qí dà bǔ wán                      |
| Shen Qi Wu Wei Zi Wan                              |                                                                         | 参耆五味子丸       | 參耆五味子丸       | shēn qí wǔ wèi zǐ wán                  |
| Shen Tong Zhu Yu Wan                               | Great Invigorator Teapills                                              | 身痛逐瘀丸         | 身痛逐瘀丸         | shēn tòng zhú yū wán                   |
| Sheng Hua Tang                                     |                                                                         | 生化汤             | 生化湯             | shēng huà tāng                         |
| Sheng Mai Wan                                      | Great Pulse Teapills                                                    | 生脉丸             | 生脈丸             | shēng mài wán                          |
| Shi Quan Da Bu Wan                                 | Ten Flavor Teapills                                                     | 十全大补丸         | 十全大補丸         | shí quán dà bǔ wán                     |
| Shi Hu Ye Guang Wan                                |                                                                         | 石斛夜光丸         | 石斛夜光丸         | shí hú yè guāng wán                    |
| Shi Liu Wei Liu Qi Yin                             | Sixteen-Ingredient Decoction to Flow Qi                                 | 十六味流气饮       | 十六味流氣飲       | Shí Liù Wèi Liú Qì Yĭn                 |
| Shou Wu Wan                                        |                                                                         | 首乌丸             | 首烏丸             | shǒu wū wán                            |
| Shou Wu Zhi                                        | Shou Wu Essence                                                         | 首乌汁             | 首烏汁             | shǒu wū zhī                            |
| Shu Gan Wan                                        | Soothe Liver Teapills                                                   | 舒肝丸             | 舒肝丸             | shū gān wán                            |
| Shu Jing Huo Xue Tang                              | Relax the Channels and Invigorate the Blood Decoction                   | 疏经活血汤         | 疏經活血湯         | Shū Jīng Huó Xuè Tāng                  |
| Sijunzi Tang Wan                                   | Four Gentlemen Teapills                                                 | 四君子汤丸         | 四君子湯丸         | sì jūn zǐ tāng                         |
| Sì Miào Wán                                        | Four Marvel Teapills                                                    | 四妙丸             | 四妙丸             | sì miào wán                            |
| Si Ni San                                          | Four Pillars Teapills                                                   | 四逆散丸           | 四逆散丸           | sì nì sǎn wán                          |
| Si Wu Tang                                         | Four Substances For Women                                               | 四物汤丸           | 四物湯丸           | sì wù tāng                             |
| Suan Zao Ren Tang                                  |                                                                         | 酸枣仁汤片         | 酸棗仁湯片         | suān zǎo rén tāng                      |
| Suo Quan Wan                                       | Shut the Sluice Pill                                                    | 缩泉丸             | 縮泉丸             | Suō Quán Wán                           |
| Tao He Cheng Qi Tang                               | Peach Pit Decoction to Order the Qi                                     | 桃核承气汤         | 桃核承氣湯         | Táo Hé Chéng Qì Tāng                   |
| Tao Hong Si Wu Tang                                |                                                                         | 桃红四物汤丸       | 桃紅四物湯丸       | táo hóng sì wù tāng                    |
| Tao Ren Wan / Runchang Wan                         | Peach Kernel Teapills                                                   | 桃仁丸 / 润肠丸    | 桃仁丸 / 潤腸丸    | táo rén wán / rùncháng wán             |
| Tian Ma Gou Teng Yin                               |                                                                         | 天麻勾藤饮丸       | 天麻勾藤飲丸       | tiān má gōu téng yǐn                   |
| Tian Ma Mi Huan Su                                 |                                                                         | 天麻蜜环素         | 天麻蜜環素         | tiān má mì huán sù                     |
| Tian Ma Wan                                        |                                                                         | 天麻丸             | 天麻丸             | tiān má wán                            |
| Tian Qi Du Zhong Wan                               |                                                                         | 田七杜仲丸         | 田七杜仲丸         | tián qī dù zhòng wán                   |
| Tian Qi Wan                                        |                                                                         | 田七丸             | 田七丸             | tián qī wán                            |
| Tian Tai Wu Yao Wan                                | Lindera Combination Teapills                                            | 天台乌药丸         | 天臺烏藥丸         | tiān tái wū yào wán                    |
| Tian Wang Bu Xin Dan                               | Emperor's Teapills                                                      | 天王补心丹         | 天王補心丹         | tiān wáng bǔ xīn dān                   |
| Tong Jing Wan                                      |                                                                         | 痛经丸             | 痛經丸             | tòng jīng wán                          |
| Tong Qiao Huo Xue Wan                              |                                                                         | 通窍活血丸         | 通竅活血丸         | tōng qiào huó xuè wán                  |
| Tong Shun Wan                                      |                                                                         | 通顺丸             | 通順丸             | tōng shùn wán                          |
| Tong Xie Yao Fang Wan                              | Calm Wind Teapills                                                      | 痛泻要方丸         | 痛瀉要方丸         | tòng xiè yào fāng wán                  |
| Wei Ling Tang                                      | Calm the Stomach and Poria Decoction                                    | 胃苓汤             | 胃苓湯             | Wèi Líng Tāng                          |
| Wen Dan Tang                                       | Rising Courage Teapills                                                 | 温胆汤丸           | 溫膽湯丸           | wēn dǎn tāng                           |
| Wen Jing Tang                                      | Warm Cycle Teapills                                                     | 温经汤丸           | 溫經湯丸           | wēn jīng tāng                          |
| Wen Qing Yin                                       | Warming and Clearing Decoction                                          | 温清饮             | 溫清飲             | Wēn Qīng Yĭn                           |
| Wu Ji Bai Feng Wan                                 | Wuchi Paifeng Wan                                                       | 乌鸡白凤丸         | 烏雞白鳳丸         | wū jī bái fèng wán                     |
| Wu Ling San                                        |                                                                         | 五苓散丸           | 五苓散丸           | wǔ líng sǎn                            |
| Wu Mei Wan                                         | Mume Pill                                                               | 乌梅丸             | 烏梅丸             | Wū Méi Wán                             |
| Wu Pi Yin                                          | Five Peel Teapills                                                      | 五皮饮丸           | 五皮飲丸           | wǔ pí yǐn                              |
| Wu Ren Wan                                         | Five Seed Teapills                                                      | 五仁丸             | 五仁丸             | wǔ rén wán                             |
| Wu Wei Xiao Du Wan                                 | Five Flavor Teapills                                                    | 五味消毒丸         | 五味消毒丸         | wǔ wèi xiāo dú wán                     |
| Wu Zhu Yu Tang                                     | Evodia Decoction                                                        | 吴茱萸汤           | 吳茱萸湯           | Wú Zhū Yú Tāng                         |
| Wu Zi Yan Zong Wan                                 | Five Ancestors Teapills                                                 | 五子衍宗丸         | 五子衍宗丸         | wǔ zǐ yǎn zōng wán                     |
| Xiang Fu Wan                                       |                                                                         | 香附丸             | 香附丸             | xiāng fù wán                           |
| Xiang Lian Wan                                     | Aucklandia & Coptis Teapills                                            | 香莲丸             | 香蓮丸             | xiāng lián wán                         |
| Xiang Sha Liu Jun Wan                              | Six Gentlemen Plus Teapills                                             | 香砂六君丸         | 香砂六君丸         | xiāng shā liù jūn wán                  |
| Xiang Sha Ping Wei San                             | Cyperus and Amomum Powder to Calm the Stomach                           | 香砂平胃散         |                    | Xiāng Shā Píng Wèi Săn                 |
| Xiang Sha Yang Wei Wan                             |                                                                         | 香砂养胃丸         | 香砂養胃丸         | xiāng shā yǎng wèi wán                 |
| Xiao Chai Hu Tang                                  | Minor Bupleurum Decoction                                               | 小柴胡汤丸         | 小柴胡湯丸         | xiǎo chái hú tāng                      |
| Xiao Cheng Qi Tang                                 | Minor Order the Qi Decoction                                            | 小承气汤           | 小承氣湯           | Xiăo Chéng Qì Tāng                     |
| Xiao Feng Wan                                      | Great Windkeeper Teapills                                               | 消风丸             | 消風丸             | xiāo fēng wán                          |
| Xiao Huo Luo Dan Wan                               |                                                                         | 小活络丹丸         | 小活絡丹丸         | xiǎo huó luò dān wán                   |
| Xiao Jian Zhong Wan                                | Minor Restore The Middle Teapills                                       | 小健中丸           | 小健中丸           | xiǎo jiàn zhōng wán                    |
| Xiao Qing Long Wan                                 | Minor Blue Dragon Teapills                                              | 小青龙丸           | 小青龍丸           | xiǎo qīng lóng wán                     |
| Xiao Yao Wan                                       | Free & Easy Wanderer Teapills                                           | 逍遥丸             | 逍遙丸             | xiāo yáo wán                           |
| Xie Huang San                                      | Drain the Yellow Powder                                                 | 泻黄散             | 瀉黃散             | Xiè Huáng Săn                          |
| Xin Yi Qing Fei Yin                                | Magnolia Decoction to Clear the Lung                                    | 辛夷清肺飲         | 辛夷清肺饮         | Xīn Yí Qīng Fèi Yĭn                    |
| Xin Yi Wan                                         | Magnolia Flower Teapills                                                | 辛夷丸             | 辛夷丸             | xīn yí wán                             |
| Xuan Bi Wan                                        |                                                                         | 宣痹丸             | 宣痹丸             | xuān bì wán                            |
| Xue Fu Zhu Yu Tang                                 | Stasis In The Mansion Of Blood Teapills                                 | 血府逐瘀汤丸       | 血府逐瘀湯丸       | xuè fǔ zhú yū tāng                     |
| Yan Hu Suo Zhi Tong Wan                            | Great Corydalis Teapills                                                | 延胡索止痛丸       | 延胡索止痛丸       | yán hú suǒ zhǐ tòng wán                |
| Yang Rong Wan                                      |                                                                         | 养荣丸             | 養榮丸             | yǎng róng wán                          |
| Yang Xin Tang                                      | Nourish the Heart Decoction                                             | 养心汤             | 養心湯             | Yăng Xīn Tāng                          |
| Yang Ying Wan                                      |                                                                         | 养营丸             | 養營丸             | yǎng yíng wán                          |
| Yao Tong Pian                                      |                                                                         | 腰痛片             | 腰痛片             | yāo tòng piàn                          |
| Yi Gan San                                         | Restrain the Liver Powder                                               | 抑肝散             |                    | Yì Gān Săn                             |
| Yi Guan Jian                                       | Linking Decoction Teapills                                              | 一贯煎丸           | 一貫煎丸           | yī guàn jiān                           |
| Yin Chen Hao Tang                                  | Artemisia Scoparia Decoction                                            | 茵陈蒿汤           | 茵陳蒿湯           | Yīn Chén Hāo Tāng                      |
| Yinqiao Jiedu Wan                                  | Yin Chiao Chieh Tu Wan                                                  | 银翘解毒丸         | 銀翹解毒丸         | yín qiáo jiě dú wán                    |
| Yin Qiao San                                       | Honeysuckle and Forsythia Powder                                        | 银翘散             | 銀翹散             | Yín Qiào Săn                           |
| You Gui Wan                                        | Right Side Replenishing Teapills                                        | 右归丸             | 右歸丸             | yòu guī wán                            |
| Yu Dai Wan                                         |                                                                         | 愈带丸             | 愈帶丸             | yù dài wán                             |
| Yu Ping Feng San                                   | Jade Screen Teapills                                                    | 玉屏风散丸         | 玉屏風散丸         | yù píng fēng sǎn                       |
| Yu Nu Jian                                         | Jade Woman Decoction                                                    | 玉女煎             |                    | Yù Nŭ Jiān                             |
| Yu Quan Wan                                        | Jade Spring Teapills                                                    | 玉泉丸             | 玉泉丸             | yù quán wán                            |
| Yue Ju Wan                                         | Escape Restraint Pill                                                   | 越鞠丸             |                    | Yuè Jú Wán                             |
| Zhe Chong Yin                                      | Break the Conflict Decoction                                            | 折冲饮             | 折衝飲             | Zhé Chōng Yĭn                          |
| Zhen Gan Xi Feng Wan                               |                                                                         | 镇肝息风丸         | 鎮肝息風丸         | zhèn gān xī fēng wán                   |
| Zhen Wu Tang                                       | True Warrior Teapills                                                   | 真武汤丸           | 真武湯丸           | zhēn wǔ tāng                           |
| Zheng Gu Zi Jin Dan                                | Purple and Gold Pill for Righteous Bones                                | 正骨紫金丹         | 正骨紫金丹         | Zhèng Gŭ Zĭ Jīn Dān                    |
| Zhi Bai Di Huang Wan                               | Eight Flavor Rehmannia Teapills                                         | 知柏地黄丸         | 知柏地黃丸         | zhī bǎi dì huáng wán                   |
| Zhi Gan Cao                                        | Pill of Honey-fried Liquorice Root                                      | 炙甘草丸           | 炙甘草丸           | zhì gān cǎo                            |
| Zhi Sou San                                        | Stop Coughing Powder                                                    | 止嗽散             | 止嗽散             | Zhĭ Sòu Săn                            |
| Zhong Gan Ling Pian                                | Important Emotion and Spirit Pill                                       | 重感灵片           | 重感靈片           | zhòng gǎn líng piàn                    |
| Zhong Guo Tong Xue Pian                            | China Tung Hsueh Pills                                                  | 中国通血片         | 中國通血片         | zhōng guó tōng xuè piàn                |
| Zhu Ling Tang                                      | Polyporus Decoction                                                     | 猪苓汤             | 豬苓湯             | Zhū Líng Tāng                          |
| Zhu Ye Shi Gao Tang                                | Bamboo Leaves and Gypsum Decoction                                      | 竹叶石膏汤         | 竹葉石膏湯         | Zhú Yè Shí Gāo Tāng                    |
| Zhui Feng Tou Gu Wan                               | Chui Feng Tou Gu Wan                                                    | 追风透骨丸         | 追風透骨丸         | zhuī fēng tòu gǔ wán                   |
| Zi Sheng Wan                                       | Resources of Life Pill                                                  | 资生丸             | 資生丸             | zī shēng wán                           |
| Zi Yin Jiang Huo Tang                              | Nourish Yin and Descend the Fire Decoction                              | 滋阴降火汤         | 滋陰降火湯         | Zī Yīn Jiàng Huŏ Tāng                  |
| Zuo Jin Wan                                        | Left Side Gold Pill                                                     | 左金丸             | 左金丸             | zuǒ jīn wán                            |
| Zuo Gui Wan                                        | Bolus for Tonifying Kidney-yin                                          | 左归丸             | 左歸丸             | zuǒ guī wán                            |